# Cymbidium sigmoideum
Cymbidium sigmoideum är en orkidéart som beskrevs av Johannes Jacobus Smith. Cymbidium sigmoideum ingår i släktet Cymbidium, och familjen orkidéer. Inga underarter finns listade i Catalogue of Life.